# Monasterio de Rupertsberg

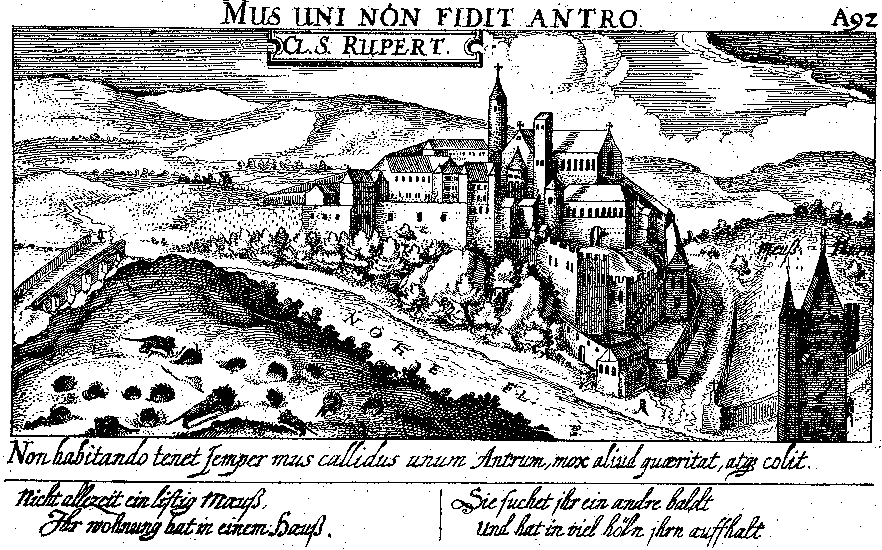
El monasterio de Rupertsberg en el.

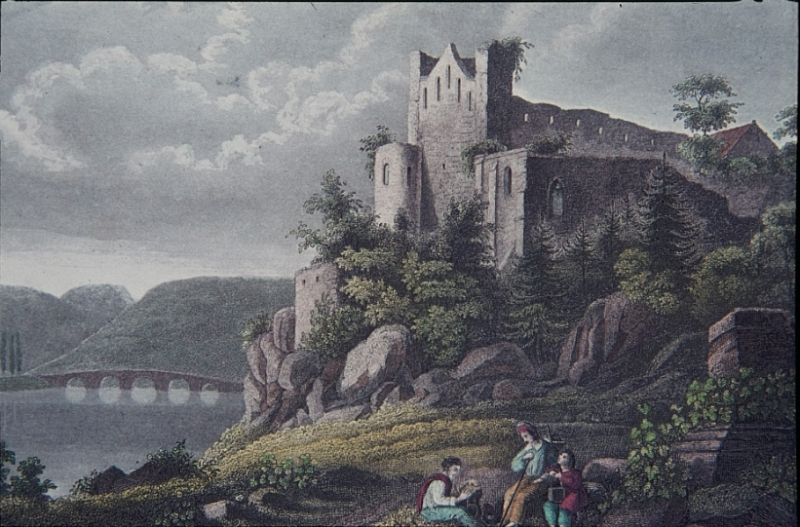
Ruinas del monasterio.

El monasterio de Rupertsberg fue un monasterio benedictino femenino fundado por Santa Hildegarda de Bingen en Bingen am Rhein, Alemania, en 1150, sobre las ruinas de un monasterio construido en el antiguo emplazamiento de la tumba de San Ruperto de Bingen, que fue destruido en el siglo IX. La iglesia del monasterio fue consagrada en 1152. Con la muerte de su fundadora el monasterio comenzó a declinar, y fue destruido en la Guerra de los Treinta Años, en el siglo XVII, pero se conservaron unas ruinas que fueron restauradas y vueltas a utilizar hasta el siglo XIX. En 1857 lo que quedaba fue demolido para dar paso a la construcción de un ferrocarril. El monasterio albergaba las reliquias de la santa hasta 1632, cuando fueron trasladadas al monasterio que fundó en Eibingen.

## Historia
Hildegarda de Bingen dejó el monasterio de Disibodenberg en 1150 para fundar un nuevo cenobio sobre la tumba de San Ruperto. La iglesia abacial fue consagrada en 1152 por el obispo Enrique de Maguncia. El monasterio ya había perdido gran parte de su importancia al morir su fundadora. Fue destruido por los suecos en 1632 durante la Guerra de los Treinta Años. Cinco arcos de la iglesia del monasterio se han conservado y son ahora parte del museo de la empresa Würth. Los últimos restos del convento fueron demolidos en 1857 para construir el ferrocarril que conecta el Sarre con Bingen.
El monasterio albergaba las reliquias de Santa Hildegarda, que habían sido conservadas en un mausoleo suntuoso desde 1179 hasta 1632, cuando, después de su destrucción, fueron trasladadas al segundo monasterio fundado por la santa, en Eibingen, en la región de Rheingau, donde hoy se conservan en la iglesia parroquial de Santa Hildegarda y San Juan Bautista.